# Sozialversicherung
Die Sozialversicherung ist ein Versicherungssystem, bei dem die versicherten Risiken (etwa Krankheit, Mutterschaft, Pflegebedürftigkeit, Arbeitsunfall, Berufskrankheit, Arbeitslosigkeit, Erwerbsminderung, Alter und Tod) gemeinsam von allen Versicherten getragen werden.
Sozialversicherungen werden je nach Staat oder Versicherungszweig von staatlichen Institutionen, öffentlich-rechtlichen Körperschaften oder privaten Körperschaften betrieben. Sie wurden zumeist in der zweiten Hälfte des 19. bzw. Anfang des 20. Jahrhunderts (Beginn der Großindustrie) ins Leben gerufen.

## Sozialversicherung in Deutschland
In Deutschland bildet die Sozialversicherung eine staatlich eng geregelte Fürsorge für wichtige Risiken des Daseins, die von selbstverwalteten Versicherungsträgern organisiert wird. Der Leistungsbedarf eines Jahres wird nahezu vollständig aus dem Beitragsaufkommen des gleichen Jahres bestritten, d. h., angesammeltes Kapital dient im Wesentlichen nur als kurzzeitige Schwankungsreserve (Nachhaltigkeitsrücklage, Generationenvertrag).
Die Leistungen werden vorwiegend als für alle Versicherten gleiche Sachleistungen (Solidaritätsprinzip) oder als beitragsabhängige Geldleistungen (zum Beispiel Renten, Krankengeld) erbracht. Sie wird zum überwiegenden Teil aus Beiträgen finanziert, in einigen Zweigen auch aus Steuermitteln. Die Beiträge sind bis zur Höhe der Beitragsbemessungsgrenze an den Bruttolöhnen und -gehältern orientiert und werden (mit einigen Ausnahmen) „paritätisch“, also jeweils zur Hälfte von Arbeitgebern (als Lohnnebenkosten) und Arbeitnehmern getragen (Ausnahme: die Gesetzliche Unfallversicherung, deren Beiträge alleine die Arbeitgeber aufbringen). Rechtsgrundlage der Sozialversicherung sind das Sozialgesetzbuch (SGB) sowie noch einige wenige Bestimmungen der Reichsversicherungsordnung (RVO).

### Geschichte

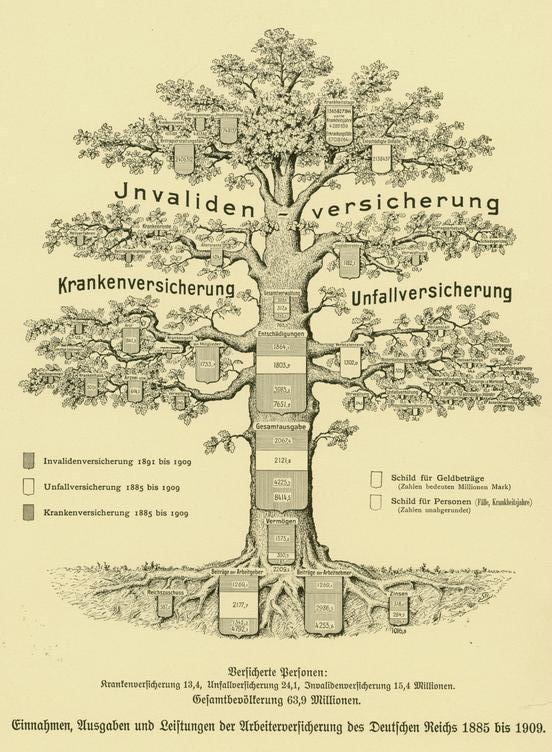
Schaubild der Arbeiterversicherung und ihre Ausgaben 1885–1909

Ab 1883 wurden in Deutschland durch Reichskanzler Bismarck zuerst die gesetzliche Krankenversicherung, dann die Unfallversicherung und schließlich die Rentenversicherung eingeführt. Sie waren überwiegend auf die Arbeiterschaft ausgerichtet. 

„Mein Gedanke war, die arbeitenden Klassen zu gewinnen, oder soll ich sagen zu bestechen, den Staat als soziale Einrichtung anzusehen, die ihretwegen besteht und für ihr Wohl sorgen möchte“

 Damit sollte einerseits sozialen Unruhen und dem Sozialismus begegnet werden, andererseits sollte bereits bestehenden, freiwilligen Sozialversicherungen der Gewerkschaften und der kirchlichen Arbeiterverbände die wirtschaftliche Grundlage entzogen werden. Bismarck hatte sich für eine obligatorische Versicherung aller Arbeitnehmer unter staatlicher Aufsicht ausgesprochen.
- 1883 Krankenversicherung
- 1884 Unfallversicherung
- 1889 gesetzliche Rentenversicherung (ursprünglich Invaliditäts- und Altersversicherung)
- 1911 Angestelltenversicherung (1924 als Gesetz neu verfasst)
- 1927 Arbeitslosenversicherung
- 1957 Rentenreform: Einführung der dynamischen Rente
- 1983 Künstlersozialversicherung
- 1995 Pflegeversicherung (der Krankenversicherung angegliedert)

### Zweige der Sozialversicherung
Es gibt fünf Zweige der Sozialversicherung:
- Krankenversicherung
- Unfallversicherung
- Rentenversicherung
- Pflegeversicherung
- Arbeitslosenversicherung

### Versicherungspflicht
Bei der gesetzlichen Sozialversicherung besteht Versicherungspflicht, um eine Auslese nach Personen mit hohen und niedrigen Risiken (z. B. Gesunde und Kranke) zu vermeiden und teilweise auch einen solidarischen Ausgleich unter den Versicherten unabhängig von der Höhe der geleisteten Beiträge zu erzielen. Es werden auch solche Personen einbezogen, die ansonsten aufgrund ihres niedrigen Einkommens oder hoher Risiken keinen anderweitigen Schutz, zum Beispiel durch eine private Versicherung, erlangen könnten.
Das System der Sozialversicherung ist wesentlicher Bestandteil der staatlichen Organisierung sozialer Sicherheit. Der Staat delegiert dabei Aufgaben an die Selbstverwaltung der Sozialversicherung (Subsidiarität).

### Beiträge
Die Beiträge werden meist nach den Bruttolöhnen und -gehältern (bis zu einer spartenspezifischen Beitragsbemessungsgrenze) berechnet. Die Versicherungen werden durch Arbeitgeber- und Arbeitnehmer-Beiträge je nach Sparte zu unterschiedlichen Teilen finanziert (vgl. auch Niedriglohn-Job). Zum Ausgleich der versicherungsfremden Leistungen gibt es Bundeszuschüsse, die den Aufwand teilweise decken. Die Versicherungsbeiträge werden für beide Seiten durch den Arbeitgeber an die Einzugsstelle abgeführt. Hierfür erhält er von der örtlichen Agentur für Arbeit eine Betriebsnummer.

### Leistungen
Die Auszahlung orientiert sich nach erworbenen Ansprüchen (z. B. bei Renten oder Krankengeld) oder es gibt für alle gleiche Sachleistungen bei Eintritt des Versicherungsfalles.

### Volkswirtschaftliche Gesamtrechnung
In der Volkswirtschaftlichen Gesamtrechnung (VGR) bildet die gesetzliche Sozialversicherung zusammen mit den Gebietskörperschaften (Bund, Länder, Gemeinden) den Sektor Staat. Der Finanzierungssaldo der gesetzlichen Sozialversicherung in Abgrenzung der VGR im Unterschied zur Abgrenzung der Finanzierungsrechnung geht damit in den Finanzierungssaldo des Staates insgesamt ein. Der Finanzierungssaldo des Staates insgesamt in der VGR ist Gegenstand der „Maastrichtkriterien“.

### Kosten
| Versicherungszweig       | Ausgaben          | Jahr |
| ------------------------ | ----------------- | ---- |
| Krankenversicherung      | 220.600 Mio. Euro | 2016 |
| Unfallversicherung       | 13.200 Mio. Euro  | 2016 |
| Rentenversicherung       | 293.300 Mio. Euro | 2016 |
| Pflegeversicherung       | 29.600 Mio. Euro  | 2016 |
| Arbeitslosenversicherung | 100 Mio. Euro     | 2016 |
| Gesamtausgaben           | 626.900 Mio. Euro | 2016 |

Die deutschen Sozialversicherungen verursachen nach einer Berechnung der Arbeitgeberverbände im Jahr 2025 Verwaltungskosten zwischen 1,2 % (Rentenversicherung) und 14 % des jeweiligen Beitragsaufkommens (Arbeitslosenversicherung) und damit insgesamt jährlich 25 Milliarden Euro.

## Sozialversicherungssysteme anderer Staaten
In Österreich bildet die Sozialversicherung am Budget gemessen die wichtigste und kostenintensivste Institution der sozialen Sicherung, und es besteht weitgehend Pflichtversicherung. Zu einer ersten gesetzlichen Regelung der Sozialversicherung kam es 1889; sie wird heute weitgehend durch das Allgemeine Sozialversicherungsgesetz (ASVG) geregelt.
In der Schweiz bildet die Sozialversicherung die wichtigste Institution der sozialen Sicherung, und es besteht weitgehend Versicherungspflicht. Die gesetzlichen Versicherungen in der Schweiz werden durch das Drei-Säulen-System geregelt – erstens einer obligatorischen Versicherung der gesamten Bevölkerung, zweitens Versicherungen für die berufstätige Bevölkerung und drittens die freiwillige, individuelle private Vorsorge. (Siehe auch Lohnnebenkosten Schweiz)
In Deutschland, Österreich und der Schweiz gehören neben den Versicherungsleistungen im engeren Sinn auch Prävention und Rehabilitation zu den Aufgaben der Sozialversicherung.
Die Sozialsysteme innerhalb der EU weisen deutliche Unterschiede auf. Beispielsweise finanziert die Sozialversicherung in Schweden unter anderem ein Elterngeld.
In Finnland wird die Sozialversicherung großteils von der Kansaneläkelaitos (Kela) organisiert.
In Großbritannien wurde das Sozialsystem von Premierminister Attlee während seiner Amtszeit (1945–1951) deutlich ausgebaut.

## Koordinierung der Sozialversicherungsleistungen innerhalb der EU
Zwischenstaatliche Abkommen über soziale Sicherheit sollen insbesondere Personen mit grenzüberschreitender Erwerbstätigkeit in zwei Staaten bei der Wahrung ihrer sozialen Rechte unterstützen. Die Verordnung (EG) Nr. 883/2004 i. V. m. ihrer Durchführungsverordnung (EG) Nr. 987/2009 regeln die Koordinierung der Systeme der sozialen Sicherheit in Europa. Diese Verordnung (EG) 883/2004 bezieht nunmehr auch alle wirtschaftlich nichtaktiven Personen mit ein. Die Regelungen betreffen besonders Personen, die in mehreren Mitgliedstaaten beschäftigt sind bzw. beschäftigt gewesen sind oder die in einem anderen als dem für sie zuständigen Mitgliedstaat wohnen oder sich dort zeitweise aufhalten.
Bereits zuvor regelten die EWG-Verordnung Nr. 1408/71 und ihre Durchführungsverordnung (EWG-Verordnung Nr. 574/72) die soziale Sicherheit von Arbeitnehmern, Selbständigen und deren Familienangehörigen, die innerhalb der Gemeinschaft zu- und abwandern. Sie gelten seit Inkrafttreten des Abkommens zwischen der Schweiz und der EU über die Personenfreizügigkeit am 1. Juni 2002 auch für die Schweiz. Die Bestimmungen dieser Verordnungen wurden durch die EG-Verordnung Nr. 859/2003 ausgedehnt auf Drittstaatsangehörige, deren Situation über die Grenze eines einzigen Mitgliedstaats hinausweist.
Auf europäischer Ebene sind die unterschiedlichen Sozialsysteme nicht vereinheitlicht, sondern werden lediglich miteinander koordiniert. So werden Leistungen der sozialen Sicherheit teilweise auch dann vom Herkunftsstaat geleistet, wenn die betreffende Person in einem anderen Staat wohnt. Im Gegensatz hierzu werden besondere beitragsunabhängige Geldleistungen ausschließlich vom Wohnortstaat an anspruchsberechtigte Einwohner erbracht.
Ein EU-weites Sozialversicherungsregister ist nach Aussage des Bundestags vom Mai 2007 nicht geplant; ein Missbrauch der E-101-Bescheinigungen würde durch elektronische Abwicklung besser bekämpft werden können.
Der Art. 141 EGV (früher Art. 119 EWGV) bezieht sich auf an das gleiche Entgelt für Männer und Frauen und erfasst somit zwar beitragsfinanzierte Sicherungssysteme (insbesondere betriebliche Sicherungssysteme, da der Beitrag als Entgeltersatzleistung angesehen wird), nicht aber steuerlich finanzierte staatliche Systeme der Grundsicherung. Im Juli 2008 legte die Europäische Kommission einen Richtlinienentwurf (KOM 426) vor, der Diskriminierung unter anderem auch im Bereich der Sozialversicherung verhindern soll. Die bisherige Richtlinie 79/7/EWG zur schrittweisen Verwirklichung des Grundsatzes der Gleichbehandlung von Männern und Frauen im Bereich der sozialen Sicherheit bietet bisher keinen Schutz vor mittelbarer Diskriminierung bezüglich staatlicher Systeme der sozialen Grundsicherung (Sozialhilfe und in Deutschland seit dem 1. Januar 2005 Arbeitslosengeld II). Das in dieser Richtlinie enthaltene Diskriminierungsverbot greift nach Art. 3 Abs. 1 b Richtlinie 79/7/EWG nur dann bei einem System der Sozialhilfe, wenn es ein gesetzliches System zum Schutz gegen die Arbeitnehmerrisiken Krankheit, Invalidität, Alter, Arbeitsunfall, Berufskrankheit oder Arbeitslosigkeit „ergänzen oder ersetzen“ sollen.
Auf internationaler Ebene bestehen mehrere Übereinkommen der Internationalen Arbeitsorganisation zur Sozialversicherung. Diese begründen nach ihrer Ratifizierung durch die hierfür zuständigen Stellen eines Mitgliedstaates rechtliche Verpflichtungen.

## Internationale Übertragbarkeit
Bilaterale oder multilaterale zwischenstaatliche Abkommen über soziale Sicherheit sehen die Wahrung sozialer Rechte von Personen vor, die in zwei oder mehr Staaten erwerbstätig sind oder waren. Am 11. Dezember 1953 wurden im Rahmen des Europarats vier Interimsabkommen geschlossen, die u. a. die Sozialversicherungen für Staatsangehörige der Vertragsstaaten koordinieren. Allerdings wurden darin Situationen, in denen Menschen in mehr als zwei Staaten gearbeitet haben, nicht ausreichend erfasst. Das Übereinkommen der Internationalen Arbeitsorganisation Nr. 157 („Übereinkommen über die Einrichtung eines internationalen Systems zur Wahrung der Rechte in der Sozialen Sicherheit“) von 1982 sieht in Artikel 6 und 7 vor, dass Mitgliedstaaten sich bemühen, Sozialversicherungszeiten kumulativ anzurechnen, mit der Einschränkung, dass gleichzeitig erworbene Rechte nur einmal gezählt werden.
Auch der (nicht verbindliche) Globale Pakt für eine sichere, geordnete und reguläre Migration sieht in Punkt 22 die Schaffung von Mechanismen zur Übertragbarkeit von Sozialversicherungs- und erworbenen Leistungsansprüchen vor.